# شهرستان رتالوولو
شهرستان رتالوولو (به اسپانیایی: Departamento de Retalhuleu) یک شهرستان در گواتمالا است که در کنار اقیانوس آرام واقع شده‌است. شهرستان رتالوولو براساس سرشماری سال ۲۰۰۲ مساحت آن ۱٬۸۵۶ کیلومتر مربع و جمعیت آن بالغ بر ۲۴۱٬۴۱۱ نفر بوده‌است. مرکز این شهرستان، شهر رتالوولو است. ساکنان این شهرستان غالبا شامل: گروه های سرخ‌پوست‌ کیچه از مردم مایا و تعدادی قبیله‌های بومی (از جلمه قبیله‌های تاکالیک آباخ و سن خوان نوخ) که به لحاظ قدمت تاریخی مربوط به (دوران پیشاکلمبی) هستند؛ میشود .

## شهرداری‌ها
شهرستان تقسیم می‌شود به ۹ شهرداری که عبارت است از:
1. چامپریکو
2. ال آسینتال
3. نوو سن کارلوس
4. رتالوولو
5. سن آندرئاس ویا سکا
6. سن فلیپه
7. سن‌مارتین زاپوتیتلان
8. سن سباستیان
9. سانتا کروز مولوا

## جغرافیا
آب و هوای گرمسیری دشت بی‌درخت اقلیم ساوان به‌طور ماهیانه بیش از ۱۸ درجه سانتیگراد (۶۴ درجه فارنهایت) در هر ماه سال است و به‌طور معمول هوای فصلی آن خشک است و خشک‌ترین ماه آن در سال کمتر از ۶۰ میلی‌متر (بارش ۲٫۳۶) باران دارد. موسوم است به (سامانه طبقه‌بندی اقلیمی کوپن) در اقلیم ساوان.

### آب و هوا
| داده‌های اقلیم رتالوولو  | داده‌های اقلیم رتالوولو | داده‌های اقلیم رتالوولو | داده‌های اقلیم رتالوولو | داده‌های اقلیم رتالوولو | داده‌های اقلیم رتالوولو | داده‌های اقلیم رتالوولو | داده‌های اقلیم رتالوولو | داده‌های اقلیم رتالوولو | داده‌های اقلیم رتالوولو | داده‌های اقلیم رتالوولو | داده‌های اقلیم رتالوولو | داده‌های اقلیم رتالوولو | داده‌های اقلیم رتالوولو |
| ماه                     | ژانویه                 | فوریه                  | مارس                   | آوریل                  | مه                     | ژوئن                   | ژوئیه                  | اوت                    | سپتامبر                | اکتبر                  | نوامبر                 | دسامبر                 | سال                    |
| ----------------------- | ---------------------- | ---------------------- | ---------------------- | ---------------------- | ---------------------- | ---------------------- | ---------------------- | ---------------------- | ---------------------- | ---------------------- | ---------------------- | ---------------------- | ---------------------- |
| میانگین بیش‌ترین °C (°F) | ۳۱ (۸۷)                | ۳۱ (۸۷)                | ۳۱ (۸۸)                | ۳۲ (۸۹)                | ۳۰ (۸۶)                | ۳۰ (۸۶)                | ۲۹ (۸۵)                | ۳۰ (۸۶)                | ۲۹ (۸۵)                | ۲۹ (۸۵)                | ۳۱ (۸۷)                | ۳۱ (۸۷)                | ۳۱ (۸۷)                |
| میانگین کم‌ترین °C (°F)  | ۲۴ (۷۵)                | ۲۴ (۷۶)                | ۲۶ (۷۸)                | ۲۶ (۷۸)                | ۲۵ (۷۷)                | ۲۵ (۷۷)                | ۲۵ (۷۷)                | ۲۴ (۷۶)                | ۲۴ (۷۵)                | ۲۴ (۷۶)                | ۲۴ (۷۶)                | ۲۴ (۷۶)                | ۲۴ (۷۶)                |
| بارندگی سانتی‌متر (اینچ) | ۵ (۲)                  | ۳ (۱)                  | ۵ (۲)                  | ۸ (۳)                  | ۲۰ (۸)                 | ۳۶ (۱۴)                | ۳۸ (۱۵)                | ۳۶ (۱۴)                | ۴۶ (۱۸)                | ۳۶ (۱۴)                | ۱۵ (۶)                 | ۵ (۲)                  | ۲۵۱ (۹۹)               |
| منبع: Weatherbase       |                        |                        |                        |                        |                        |                        |                        |                        |                        |                        |                        |                        |                        |